# Sunny Days
«Sunny Days» es una canción del DJ y productor holandés Armin van Buuren. Cuenta con la voz del cantautor estadounidense Josh Cumbee.  La canción fue lanzada en los Países Bajos por Armada Music como descarga digital el 16 de junio de 2017. La canción fue escrita por Armin van Buuren, Benno de Goeij, Afshin Salmani, Josh Cumbee, Toby Gad y Gordon Groothedde, y fue producido por van Buuren, Salmani, Cumbee y Gad.

## Videoclip

### Producción
El video fue filmado en Bevagna en 3 días. Sin embargo, mientras que Armin van Buuren permaneció una semana completa en Bevagna para escribir el video, las escenas con él fueron filmadas en 1 día.

## Lista de canciones
- Descarga digital[3]

1. "Sunny Days" – 3:30

- Descarga digital – extended club mix[4]

1. "Sunny Days" (extended club mix) – 6:30

## Posiciónes en lista

### Posiciónes Semanales
| Gráfico (2017)                              | Máxima Posición |
| ------------------------------------------- | --------------- |
| Bélgica (Flandes) (Ultratip Bubbling Under) | 37              |
| Bélgica (Valonia) (Ultratip Bubbling Under) | 10              |
| Países Bajos (Dutch Top 40)                 | 4               |
| Países Bajos (Mega Single Top 100)          | 19              |
| Eslovaquia (Rádio Top 100)                  | 49              |
| Estados Unidos (Hot Dance/Electronic Songs) | 43              |

### Premios en fin de año
| Gráfico (2017)               | Posición |
| ---------------------------- | -------- |
| Netherlands (Single Top 100) | 79       |